# Ixil

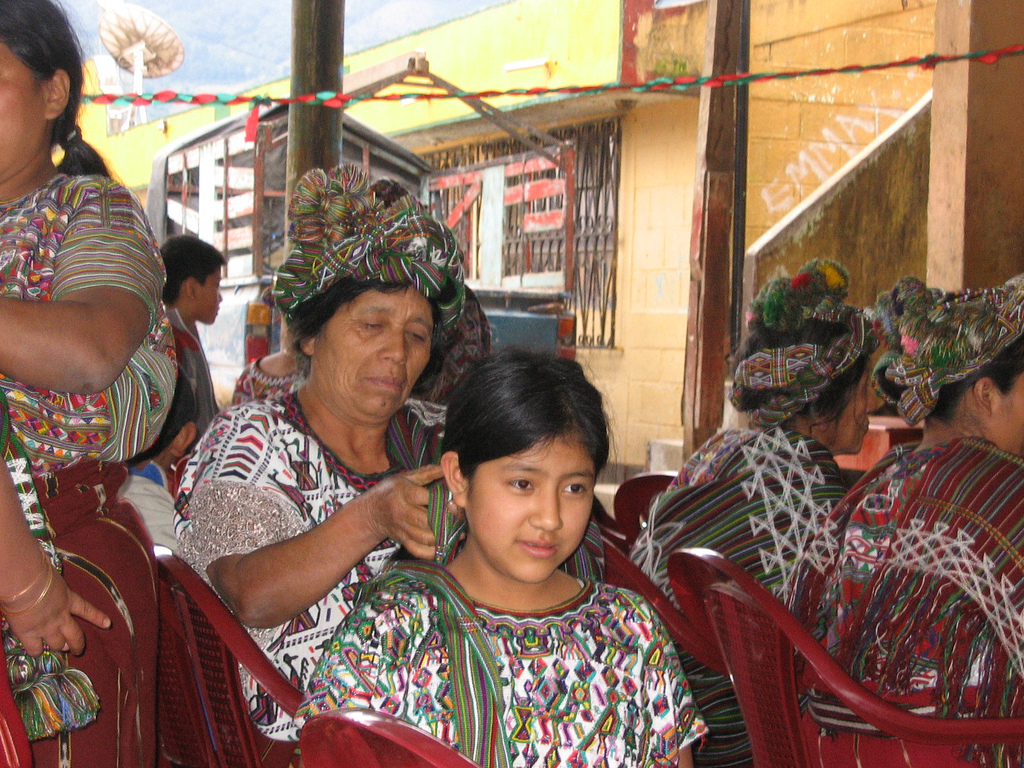
Donne Ixil

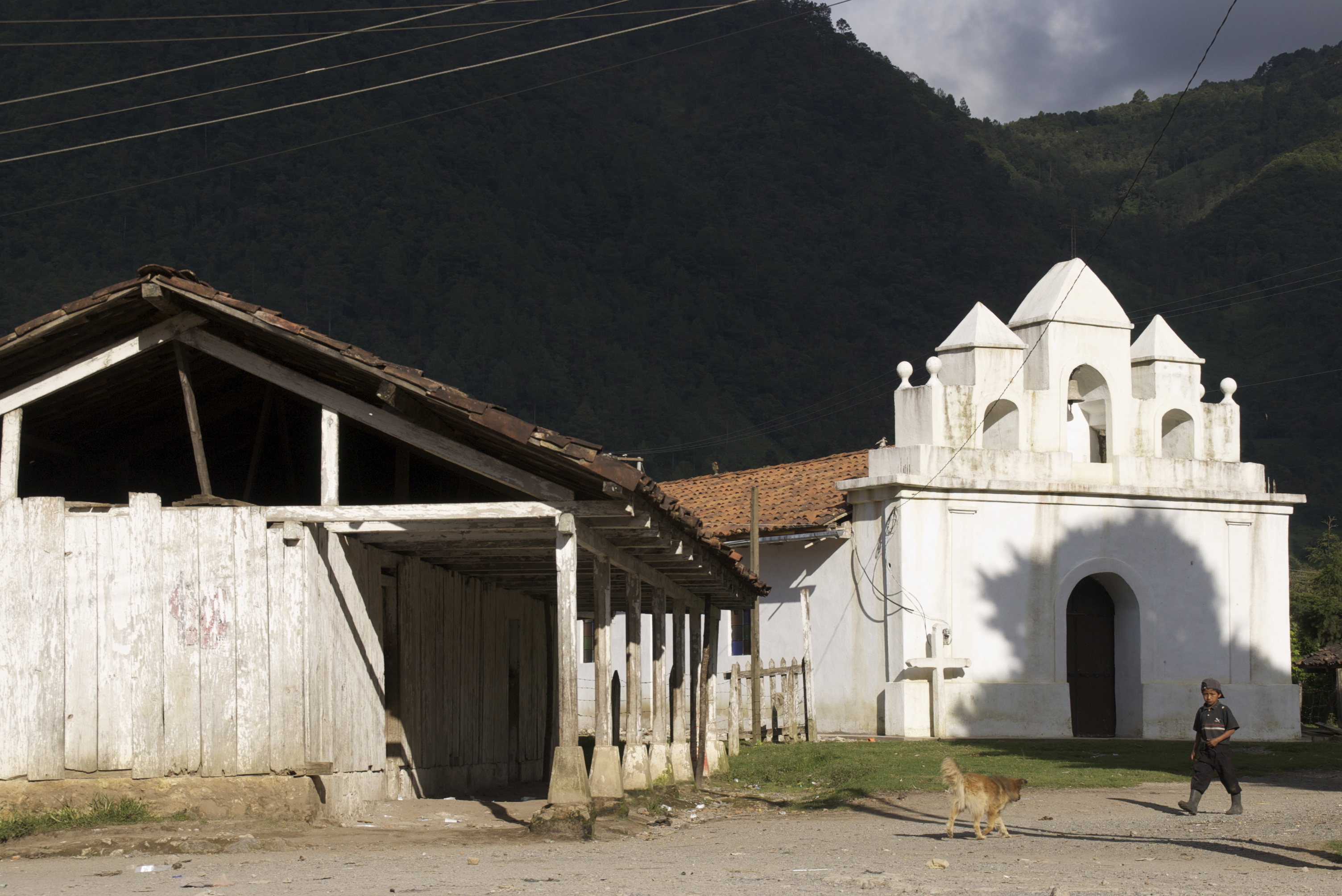
Villaggio del dipartimento di Quiché

Ixil è una regione del Guatemala nel dipartimento di Quiché, abitata da circa 150 000 persone della comunità Maya. Le città principali di questa zona sono Santa María Nebaj, San Juan Cotzal e San Gaspar Chajul. Il nome di questa zona è dato principalmente dal nome degli abitanti di questa comunità, chiamati Ixiles.
La popolazione Ixil è in conflitto con la multinazionale italiana Enel Green Power, società del gruppo Enel che tratta l'energia prodotta da fonti rinnovabili (acqua, vento, sole, calore della terra) a causa della costruzione di un nuovo impianto idroelettrico a Palo Viejo in cui gli accordi iniziali con la popolazione per non alterare il paesaggio non sono stati rispettati, nonostante le forti proteste della popolazione.